# Clerks : Les Employés modèles
Série View Askewniverse
Les Glandeurs
(1995)
Pour plus de détails, voir Fiche technique et Distribution.
Clerks : Les Employés modèles ou Commis en folie au Québec (Clerks) est un film américain de Kevin Smith et sorti en 1994. C'est le premier film d'un univers de fiction plus tard View Askewniverse.
Tourné pour un budget dérisoire, le film reçoit des critiques globalement positives et connaît un petit succès. En 2019, il est inscrit au National Film Registry pour conservation à la Bibliothèque du Congrès des États-Unis.

## Synopsis
Dante Hicks et Randal Graves sont deux employés, l'un de l'épicerie Quick Stop, l'autre du magasin de location de vidéo RST Vidéos, dans la ville de Leonardo dans le New Jersey. Un samedi, son patron appelle Dante pour l'obliger à venir ouvrir l'épicerie, son collègue Arthur étant malade. La journée des deux compères sera jalonnée d'imprévus, tous plus cocasses et catastrophiques les uns que les autres.

## Fiche technique
- Titre : Clerks : Les Employés modèles
- Titre québécois : Commis en folie
- Titre original : Clerks
- Réalisation et scénario : Kevin Smith
- Photographie : David Klein
- Montage : Scott Mosier et Kevin Smith
- Musique : Greg Graffin, Scott McCloud, David Pirner et Stabbing Westward
- Production : Scott Mosier et Kevin Smith
- Sociétés de production : View Askew Productions et Miramax Films
- Sociétés de distribution : Miramax Films (USA), Belga Films (Belgique)[1]
- Budget : 27 000 dollars[2]
- Pays d'origine :  États-Unis
- Langue originale : anglais
- Format : noir et blanc - 35 mm - 1,37:1 - Dolby - 16 mm
- Genre : comédie
- Durée : 92 minutes, 102 minutes (version longue)
- Dates de sortie[3] : 
  - États-Unis : 19 octobre 1994
  - France : 9 novembre 1994
  - Belgique : 3 février 1995[1]

## Distribution
- Brian O'Halloran (VF : Arnaud Arbessier) : Dante Hicks
- Jeff Anderson (VF : Vincent Ropion) : Randal Graves
- Marilyn Ghigliotti (en) (VF : Julie Dumas) : Veronica Loughran
- Lisa Spoonhauer (VF : Françoise Cadol) : Caitlin Bree
- Jason Mewes (VF : Olivier Jankovic) : Jay
- Kevin Smith : Silent Bob
- Scott Mosier : Willam Black / le joueur de hockey en colère / un parent du défunt en colère
- Walter Flanagan : le fumeur au bonnet de laine / l'homme qui compare les œufs / le client offensé
- Al Berkowitz : le vieil homme
- David Klein : le fumeur à la casquette / le client du vidéoclub / un parent du défunt en colère
- Ed Hapstak : Sanford / un parent du défunt en colère
- Pattijean Csik : le coroner
- Ernest O'Donnell : Rick Derris
- Kimberly Loughran : Heather Jones, la sœur d'Alyssa

## Production
Le réalisateur-scénariste Kevin Smith a financé le film notamment grâce à la vente d'une grande partie de sa collection de comic books et en empruntant de l'argent à sa famille et ses amis. Il travaillait au magasin Quick Stop en même temps qu'il réalisait le film. Il a tourné la majeure partie des scènes sur place mais il ne pouvait le faire que le soir quand le magasin était fermé (de 22 h 30 à 5 h 30), ce qui explique que dans le film, « quelqu'un a cassé le rideau ».
Kevin Smith s'était initialement lui-même choisi pour le rôle de Randal Graves, qui a les meilleurs répliques. Jeff Anderson avait quant à lui auditionné pour le rôle de Silent Bob. Ils permuteront finalement leurs rôles. Pour le reste de la distribution, Kevin Smith a fait appel à ses amis, dont certains jouent même plusieurs personnages différents. Sa mère Grace interprète quant à elle la « dame aux packs de lait ».

## Bande originale
- Can't Even Tell, interprété par Soul Asylum
- Big Problems, interprété par Corrosion of Conformity
- Go Your Own Way, interprété par Seaweed
- Clerks, interprété par Love Among Freaks
- Kill the Sex Player, interprété par Girls Against Boys
- Got Me Wrong, interprété par Alice in Chains
- Making Me Sick, interprété par Bash & Pop
- Chewbacca, interprété par Supernova
- Panic in Cicero, interprété par The Jesus Lizard
- Shooting Star, interprété par Golden Smog
- Leaders and Followers, interprété par Bad Religion
- Violent Mood Swings (Thread Mix), interprété par Stabbing Westward
- Berzerker, interprété par Love Among Freaks

## Distinctions

### Récompenses
- 1994 : Prix de la jeunesse et Prix Mercedes-Benz au Festival de Cannes[5]
- 1994 : Trophée des cinéastes - catégorie dramatique au Festival du film de Sundance
- 1994 : Prix du public au Festival du cinéma américain de Deauville
- 1994 : Cheval de bronze au Festival du film de Stockholm

### Nominations
- 1994 : Prix de la critique au Festival du cinéma américain de Deauville
- 1994 : Grand prix du jury au Festival du film de Sundance
- 1995 : Independent Spirit Awards du meilleur scénario, du meilleur premier film et du meilleur jeune espoir masculin pour Jeff Anderson

## Accueil

### Critique
Clerks a obtenu un accueil critique favorable, avec 88 % d'avis favorables sur le site Rotten Tomatoes, basé sur 49 commentaires et une note moyenne de 7.4⁄10 et une moyenne de 70⁄100 sur le site Metacritic, basé sur 17 commentaires. Le film est classé à 69e place des meilleures comédies, selon Time Out London.

### Box-office
Bien que tourné avec un budget dérisoire, Clerks rencontre toutefois un succès surprise en salles, notamment en récoltant plus de 700 000 dollars de recettes en l'espace de quatre semaines, tout en restant dans les vingt premiers du box-office américain. Le long-métrage dépasse le million de dollars de recettes en fin d'année, pour finir avec 3,1 millions de dollars de recettes rien qu'aux États-Unis.
| Pays ou région    | Box-office        | Date d'arrêt du box-office | Nombre de semaines |
| ----------------- | ----------------- | -------------------------- | ------------------ |
| États-Unis Canada | 3 151 130 $       | 17 novembre 1994           | 4                  |
| France            | 115 022 entrées   |                            |                    |
| Total mondial     | 3 971 942 dollars |                            |                    |

## Autour du film

### Logo
Le logo du film Clerks est constitué du C de Cosmopolitan Magazine, du L de Life, du E de Rolling Stone, du R des chips Ruffles, du K de Clark Bar et enfin du S du chocolat Goobers.